# Radio Exterior de España
Radio Exterior de España (REE) ist der Auslandsdienst des öffentlich-rechtlichen Rundfunks in Spanien. Der Sender ist in Madrid ansässig und besteht seit 1942. Verbreitet wird das Programm über Kurzwelle, Satellit und das Internet.

## Programm
Das Programm richtet sich hauptsächlich an spanischsprachige Hörer im Ausland. Ergänzt wird es um jeweils halbstündige Sendungen in verschiedenen Fremdsprachen wie Englisch, Französisch, Arabisch, Russisch, Portugiesisch und Sephardisch die meist in den Nachtstunden laufen. Die 1990 eingeführten Sendungen in deutscher Sprache wurden schon 1993 auf eine Ausgabe pro Woche beschränkt und 2004 ganz eingestellt.

## Frequenzen
Die Ausstrahlung auf Kurzwelle wurde im Oktober 2014 eingestellt. Die Abschaltung führte jedoch zu Protesten aus Seefahrt und Entwicklungshilfe. Darüber hinaus forderte das Militär, die Kurzwellenanlage zu erhalten. Nach fünf Wochen war das Programm auch wieder auf Kurzwelle zu empfangen.
9690 kHz mit Abstrahlrichtung Nordamerika

11685 kHz mit Richtung Westafrika

11940 kHz mit Richtung Südamerika

12030 kHz mit Richtung Naher Osten.
An Arbeitstagen wird auf 11685 kHz und 12030 kHz von 17.00 bis 1.00 Uhr ausgestrahlt, die anderen beiden Frequenzen werden von 20.00 bis 4.00 Uhr eingeschaltet. Am Wochenende sind alle vier Sender zusammen von 16.00 bis 24.00 Uhr in Betrieb.